# Patricia Jardón
Patricia de María Jardón Díaz (Ciudad de México, 9 de noviembre de 1996) es una futbolista mexicana. Juega de volante y su  equipo actual es el Club Tijuana Femenil de la Liga MX femenil.

## Trayectoria
Inició su carrera en  el club de fútbol Andrea's Soccer zona Sur, equipo con el cual jugó en la Liga de Ascenso, y fue la jugadora con más goles anotados en el torneo durante dos temporadas. Participó en la final del Campeonato de la Liga de Ascenso 2015, en la que Patricia anotó un gol, sin embargo, el equipo Andrea's Soccer se vio superado por el club Puebla por un marcador de 3-1.
Patricia posteriormente empezó sus estudios en la Universidad Anáhuac, en donde conoció a Ileana Dávila, actual entrenadora del Club Universidad Nacional Femenil. Yleana le propuso hacer pruebas en el Club Universidad Nacional, tras las cuales Patricia fue seleccionada para formar parte del equipo.
Con el Club Universidad Nacional, como parte de su preparación para el inicio de la Liga MX, participó en el torneo Clausura 2017 de la Liga Mayor. El club se coronó campeón de este torneo tras vencer 4-2 al equipo Leonas Morelos y así obtuvieron el primer título para la institución.
Patricia ha participado con el Club Universidad Nacional desde la creación de la Liga MX Femenil, en los torneos de Torneo Apertura 2017 (Liga MX Femenil), Torneo Clausura 2018 (Liga MX Femenil)y Copa de la Liga MX Femenil 201 7. Su debut con el club fue el 19 de agosto de 2017 contra el club Xolas de Tijuana.
Su primer gol con el equipo fue anotado en contra del Cruz Azul Fútbol Club Femenil, con un resultado de 4-1 a favor del Club Universidad, como parte de la Jornada 5 del Torneo Apertura 2017, el 26 de agosto de 2017. Anotó gol también en el torneo de Copa de la Liga, en contra de Tigres el 3 de mayo de 2017, con marcador final de 4-1.

## Vida personal
Patricia estudia la carrera de Ciencias de la Comunicación en la Universidad Anáhuac. 
Proveniente de la familia Jardón Ramirez, Futbolistas por tradición, prácticamente tiene contacto con este deporte desde su nacimiento, empezó a jugar fútbol desde los seis años gracias a la influencia de su padre Sergio Jardón, quien militó a nivel profesional en equipos como Cruz Azul y Puebla, actualmente es entrenador de fútbol. Durante sus inicios, tuvo que enfrentar las dificultades de jugar el deporte con niños.
Durante su estancia en el equipo Andrea's Soccer zona Sur, fue compañera de la actual capitana del Cruz Azul Fútbol Club Femenil, Karla Barrera Leyva, de quien Patricia es amiga cercana.